# رود تاون
رود تاون (به انگلیسی: Road Town) یک منطقهٔ مسکونی در بریتانیا است که در جزایر ویرجین بریتانیا واقع شده‌است.
رود تاون پایتخت جزایر ویرجین بریتانیا است. جمعیت این شهر در سال ۲۰۱۲ بالغ بر ۱۲٬۶۰۳ نفر بوده است.

## خصوصیات
رود تاون ۱۲٬۶۰۳ نفر جمعیت دارد و ۱۰ متر بالاتر از سطح دریا واقع شده‌است.